# くすのき温泉
くすのき温泉（くすのきおんせん）は、山口県宇部市にある温泉。

## 泉質
単純温泉（アルカリ性単純温泉）。

## 周辺環境
宇部市北方の旧楠町地域の「くすくすの湯」で入浴可能。周辺は有帆川が流れるのどかな田園風景が広がる。

## 歴史
宇部市の楠地域における地域の活性化や農家の生産意欲の向上を図る場として「楠こもれびの郷」の整備が2003年（平成15年）に目指され、そのなかの地域間交流施設として温浴施設が整備されることになり、2004年（平成16年）に温泉の掘削がされ、翌年にアルカリ性単純温泉に認定された。2007年（平成19年）に工事着工、2009年（平成21年）にオープンした。

## アクセス
- 山陽自動車道小野田ICから車で15分
- JR宇部駅から車で15分
- JR宇部駅から船鉄バス「船木」行き終点下車 、終点からくすのき号（こもれびの郷経由）へ乗換え、「楠こもれびの郷」バス停下車
- JR厚東駅から車で15分